# Mostiště (Velké Meziříčí)
Mostiště (německy Mostischt) je jedna ze 7 částí města Velkého Meziříčí v Kraji Vysočina v okrese Žďár nad Sázavou. Mostiště leží 3 km severně od Velkého Meziříčí. Další dva kilometry na sever se na řece Oslavě nachází vodní nádrž Mostiště s plochou 93 ha, hloubkou 31 metrů a  objemem téměř 12 mil. m³, sloužící jako zásobárna pitné vody.

## Obyvatelstvo
| Rok            | 1869 | 1880 | 1890 | 1900 | 1910 | 1921 | 1930 | 1950 | 1961 | 1970 | 1980 | 1991 | 2001 |
| -------------- | ---- | ---- | ---- | ---- | ---- | ---- | ---- | ---- | ---- | ---- | ---- | ---- | ---- |
| Počet obyvatel | 299  | 319  | 331  | 345  | 380  | 360  | 364  | 389  | 437  | 468  | 459  | 528  | 589  |

## Školství
Základní škola a mateřská škola Velké Meziříčí, Mostiště

## Pamětihodnosti
- Kostel svatého Marka na Krásné Hoře
- Zřícenina hradu Mostice z 13. století. (Nicméně první písemná zmínka pochází až z roku 1317)

## Důležité budovy a místa
- nemocnice sv. Zdislavy
- vodní nádrž Mostiště

## Zajímavosti
- V nemocnici sv. Zdislavy se natáčel film Ostrov svaté Heleny.